# Angloarab

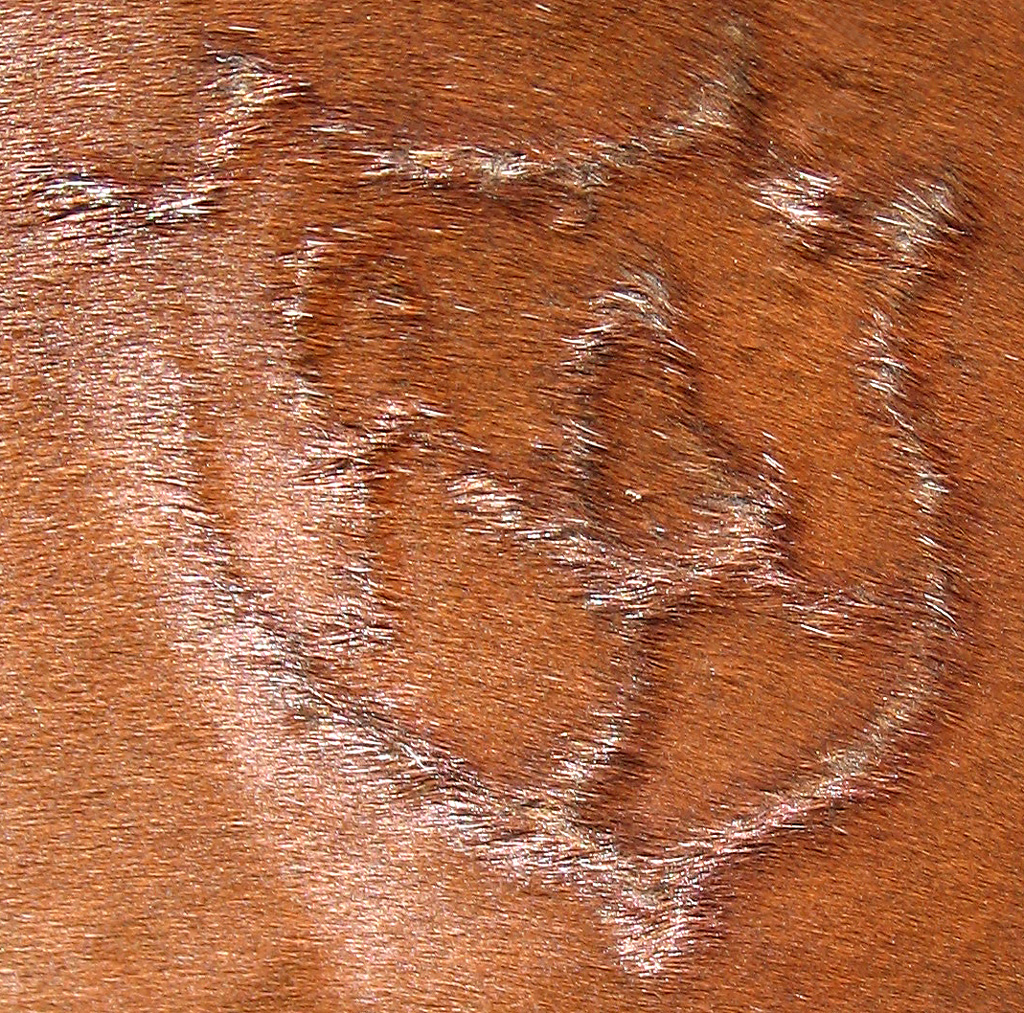
Znak plemene na koni

Angloarab, či také Angloarab 25%, je označení plemene koní. Plemeno má původ ve Velké Británii, kde vzniklo v 18. a 19. století křížením anglických plnokrevníků a arabských plnokrevníků. Přes svůj původ je však hlavním střediskem chovu plemene Francie, v níž se chová už od padesátých let 19. století.

## Chov
V první polovině 19. století začali chovatelé v Anglii se zkvalitněním výtečného zdejšího plnokrevníka přidáním vlastností arabských plnokrevníků. Vzápětí po nich obdobné křížení vyzkoušeli chovatelé ve Francii, Německu, Polsku a také v Čechách. Rychlost a výška anglického plnokrevníka v kombinaci s elegancí a vytrvalostí arabského koně daly vzniknout všestrannému a nadanému jezdeckému koni schopnému se účastnit nejvyšších kategorií mezinárodních soutěží. Angloarabští koně jsou známí svou dobrou povahou a atletickými schopnostmi, vynikají ve skoku i v drezuře. Kůň musí mít nejméně 25 % arabské krve a obvyklou metodou křížení je používání čistokrevného arabského hřebce a anglické plnokrevné klisny nebo klisny plemene angloarab. Chovají se převážně na jihu Francie.

## Charakteristika plemene
Angloarabové by měli mít v sobě nakombinované nejlepší rysy obou plemen a to bez přílišné podobnosti rysů, která by se přikláněla k jednomu nebo k druhému plemenu. Koně by měli být rychlí a kvalitní, po arabech krásní a elegantní. Měli by být vytrvalí. Jsou trochu agresivnější a nervoznější, než předci z Anglie. Není tolik vznětlivý, jako plnokrevníci a ani tak rychlý, zato má dokonalé chody, je odolný, vytrvalý, inteligentní, vyrovnaný, ochotný, statečný, temperamentní a nezáludný.

## Vzhled

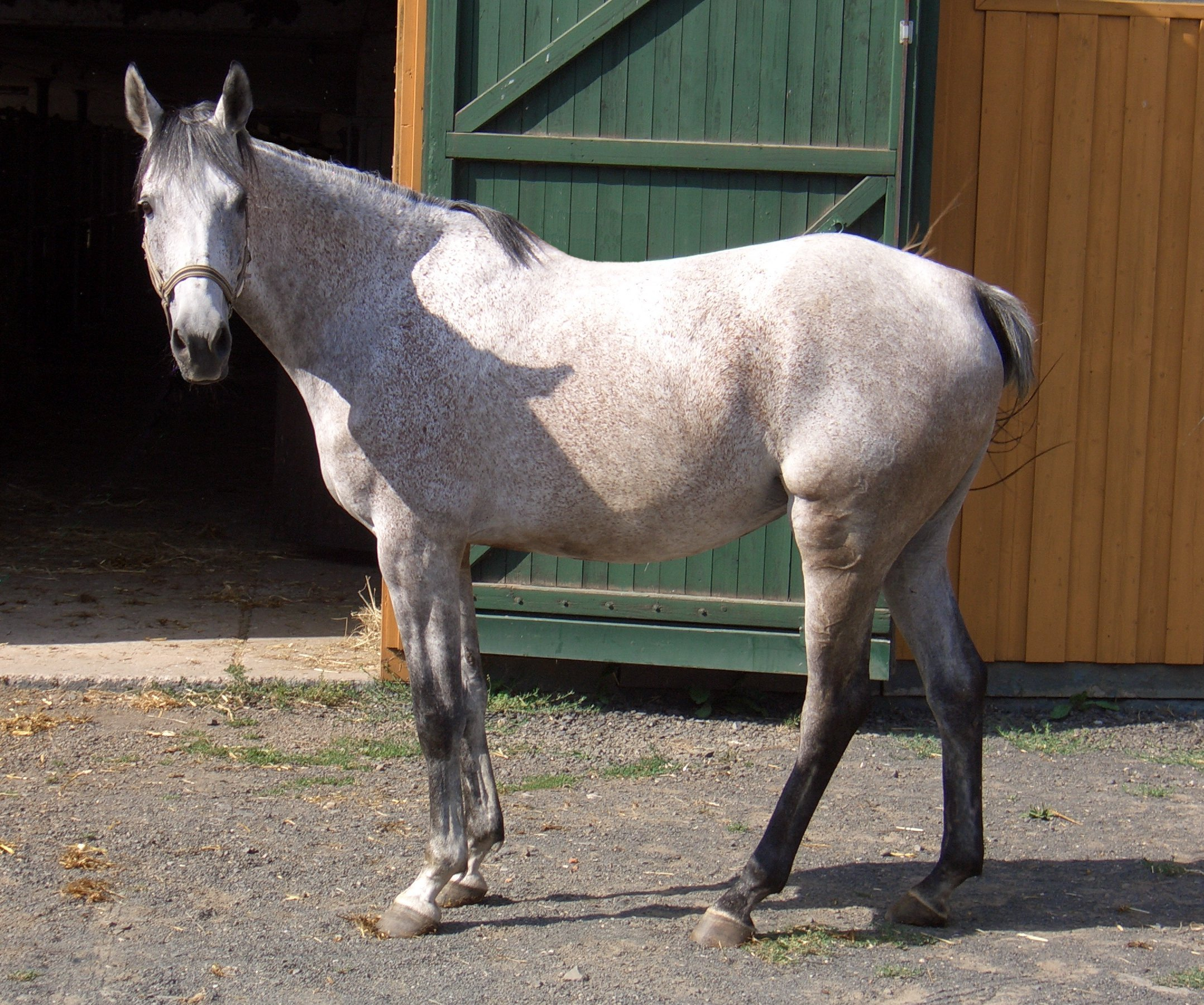
Angloarab

Vyskytují se v různých typech, jako tmavý hnědák, hnědák, ryzák, šedák. Toto plemeno je často vyšší než arabi, koně mají výšku okolo 155 až 167,5 cm. Výška se liší podle oblastí. Hlavu mívají jemnější než anglický plnokrevník, s rovným profilem a má velké oči. Krk je delší než u koní arabských, ocas posazený vysoko. Nohy jsou dlouhé a štíhlé. Barvy má povolené všechny.

## Použití
Hodí se pro dostihový sport a jezdecké soutěže, drezury a další soutěže, protože jsou rychlí. Oproti francouzským angloarabům nejsou tolik vytrvalí.